# Don’t Look Down (песня Мартина Гаррикса)
«Don’t Look Down» — песня голландского диджея и музыкального продюсера Мартина Гаррикса с вокалом американского певца Ашера. Она была выпущена 27 марта 2015 года на iTunes.

## Предыстория
Гаррикс рассказал: «У меня была композиция, и он был в доме моего менеджера Скутера, когда я отправил его. Следующее, что я знал, это то, что я разговаривал по FaceTime с Ашером, который сказал: „Я бы с удовольствием сделал композицию“. Неделю спустя мы были в студии. Это было очень быстро!» Он также сказал, что песня рассказывает о том, как «сосредоточиться на положительной стороне всего».

## Композиция и отзывы критиков
«Don’t Look Down» написана в тональности ля минор с темпом 130 битов в минуту. В песне присутствует аккордовая прогрессия ля минор – фа – до, вокал Ашера переходит от тональности G3 с тональности C5.
Джейсон Липшуц из Billboard написал «Голландский вундеркинд EDM Мартин Гаррикс отворачивается от своих стандартных зловещих инструментальных баннеров и надевает свою лучшую маску Давида Гетта для „Don’t Look Down“. Usher has toed the now-or-never party line many times before, but his spirited vocals and a cheerful xylophone drop make this collabo a pop winner".. Мэтт Мэдвед, также из Billboard, также отметил влияние Гетта, когда Гаррикс «отказывается от более жёстких трэпов фестивального дома ради весёлых гитарных куплетов и более мягкого мелодического лидерства». Робби Доу из Idolator назвал песню «приятным сочетанием танцевальных ритмов и радио-дружественной поп-музыки, которая должна быть музыкой для ушей программистов».

## Музыкальный клип
Лирик-видео, режиссёром которого выступил Рори Крамер, вышедшее 17 марта 2015 года, показывает, как мужчина увольняется с работы и наслаждается жизнью. 23 марта 2015 года два официальных музыкальных клипа были выпущены, дающие женскую и мужскую перспективу работы в загородном клубе Ашер в клипе не появился.

## Чарты
| Чарт (2015)                                | Высшая позиция |
| ------------------------------------------ | -------------- |
| Australia (ARIA)                           | 63             |
| Австрия (Ö3 Austria Top 40)                | 37             |
| Бельгия/Фландрия (Ultratop 50)             | 26             |
| Бельгия/Валлония (Ultratop 50)             | 37             |
| Canada (Canadian Hot 100)                  | 55             |
| Czech Republic (Top 100)                   | 12             |
| Франция (SNEP)                             | 136            |
| Германия (GfK)                             | 37             |
| Hungary (Editors' Choice Top 40)           | 26             |
| Венгрия (Stream Top 40)                    | 22             |
| Ирландия (IRMA)                            | 29             |
| Италия (FIMI)                              | 49             |
| Mexico Airplay (Billboard)                 | 46             |
| Нидерланды (Dutch Top 40)                  | 10             |
| Нидерланды (Single Top 100)                | 16             |
| Russia Airplay (Tophit)                    | 64             |
| Шотландия (OCC Scotland)                   | 2              |
| Словакия (Singles Digitál Top 100)         | 25             |
| Испания (PROMUSICAE)                       | 38             |
| Швеция (Sverigetopplistan)                 | 59             |
| Швейцария (Schweizer Hitparade)            | 65             |
| Ukraine Airplay (Tophit)                   | 68             |
| Великобритания (OCC UK Singles)            | 9              |
| США (Billboard Bubbling Under Hot 100)     | 10             |
| США (Billboard Hot Dance/Electronic Songs) | 11             |
| США (Billboard Dance Club Songs)           | 3              |
| США (Billboard Pop Airplay)                | 33             |

| Чарт (2015)                               | Позиция |
| ----------------------------------------- | ------- |
| Netherlands (Dutch Top 40)                | 34      |
| Netherlands (Single Top 100)              | 45      |
| US Hot Dance/Electronic Songs (Billboard) | 27      |

## Сертификации
| Регион | Сертификация | Продажи |
| --- | ------------ | ------- |
| Австралия (ARIA) | Золотой      | 35 000  |
| Бразилия (ABPD) | Золотой      | 30 000  |
| Канада (Music Canada) | Золотой      | 40 000  |
| Италия (FIMI) | Платиновый   | 50 000  |
| Новая Зеландия (RMNZ) | Золотой      | 7500*   |
| Польша (ZPAV) | Золотой      | 10 000* |
| Великобритания (BPI) | Золотой      | 400 000 |
| США (RIAA) | Золотой      | 500 000 |
| * Данные о продажах приведены только на основе сертификации. · Данные о продажах + прослушиваниях приведены только на основе сертификации. |              |         |

## История релиза
| Регион         | Дата          | Формат           | Лейбл    |
| -------------- | ------------- | ---------------- | -------- |
| Нидерланды     | 17 марта 2015 | Digital download | Spinnin' |
| США            | 17 марта 2015 | Digital download | Spinnin' |
| Великобритания | 24 мая 2015   | Digital download | Spinnin' |